# ザ・フラジャイル

『ザ・フラジャイル』（The Fragile）はアメリカ合衆国のインダストリアル・ロックバンド、ナイン・インチ・ネイルズの3枚目のスタジオ・アルバム。1999年9月21日にアメリカで、1999年9月22日に日本で発売された。二枚組のアルバムで、Disc1はLeft、Disc2はRightと表記されている。日本盤（MVCT-30001〜2）のライナーノーツは、有島博志、宮嵜広司。
アメリカでは、発売初週にBillboard 200で1位を記録した。翌2000年1月までにアメリカ国内で200万枚以上が出荷され、ダブルプラチナディスクに認定された。本作からは “The Day the World Went Away“、”We’re in This Together”、 "Into the Void”、そして "Starfuckers, Inc.”の4曲がシングルとして発売された。

## 録音、制作
本作は、トレント・レズナーとアラン・モウルダーがプロデュースを務め、ニューオリンズのナッシング・スタジオで製作された。
ドラムはクリス・ヴレナに代わり、R.E.M.やミニストリーの作品に参加経験のあるビル・リーフリンや、2005年までツアードラマーを担当することになるジェローム・ディロンが参加した。
またツアーメンバーでもあるチャーリー・クローサーやダニー・ローナーも数曲で作曲に加わり、ギター等でも参加した。
ミキシングはアラン・モウルダー、マスタリングはトム・ベイカーが担当した。

## 収録曲
曲中の注記を除き、全曲、作詞・作曲は、トレント・レズナー

またエイドリアン・ブリューが"Just Like You Imagined"、”The Great Below"、そして"Where Is Everybody?"で参加している。

"Even Deeper"では、ドクター・ドレーがミキシング・アシスタントとしてクレジットされている。

### Disc1 <Left>
1. Somewhat Damaged (トレント・レズナー, ダニー・ローナー) - 4:31
2. The Day the World Went Away - 4:33
3. The Frail - 1:54
4. The Wretched - 5:25
5. We’re in This Together - 7:16
6. The Fragile - 4:35
7. Just Like You Imagined - 3:49
8. Even Deeper (トレント・レズナー, ダニー・ローナー)- 5:48
9. Pilgrimage - 3:31
10. No, You Don't - 3:35
11. La Mer - 4:37
12. The Great Below - 5:17

### Disc2 <Right>
1. The Way Out Is Through (トレント・レズナー, Keith Hillebrandt, チャーリー・クローサー) - 4:17
2. Into the Void - 4:49
3. Where Is Everybody? - 5:40
4. The Mark Has Been Made - 5:15
5. Please - 3:30
6. Starfuckers, Inc.(トレント・レズナー, チャーリー・クローサー)[1] - 5:00
7. Complication - 2:30
8. I'm Looking Forward to Joining You, Finally - 4:13
9. The Big Come Down - 4:12
10. Underneath It All - 2:46
11. Ripe (With Decay) - 6:34